# Réaction de Finkelstein
La réaction de Finkelstein, du nom du chimiste allemand Hans Finkelstein, est une réaction de type SN2 provoquant l'échange d'un atome d'halogène par un autre sur un halogénoalcane. Cet échange d'halogénure est une réaction d'équilibre, mais l'équilibre peut être déplacé dans un sens, en jouant sur les différents solubilité des sels d'halogénures, ou en utilisant un sel d'halogénure en large excès.
R-X + X′−  R-X′ + X−

## Exemple
La réaction de Finkelstein « classique » est la conversion d'un chlorure d'alkyle ou d'un bromure d'alkye en un iodure d'alkyle par l'addition d'iodure de sodium dans l'acétone. Le principe derrière cette réaction est que l'iodure de sodium est soluble dans l'acétone, mais pas le chlorure de sodium ou le bromure de sodium. La réaction est ainsi déplacée par la précipitation d'un sel insoluble, ce qui le retire de l'équilibre en solution. Par exemple, le bromoéthane peut ainsi être converti en iodoéthane:
CH3CH2Br (acétone) + NaI (acétone) → CH3CH2I  (acétone) + NaBr (s)

## Réactivité
Les halogénure d'alkyles réagissent de façon très différentes par la réaction de Finkelstein. La réaction fonctionne bien avec les halogénures primaire (sauf les halogénures de néopentyle) et exceptionnellement bien pour les halogénures d'allyle, de benzyle et d'α-carbonyle, alors que les composés secondaire ne réagissent qu'à la marge et les halogénure de vinyle, d'aryle et les halogénure tertiaires sont non-réactifs.
Le tableau ci-dessous donne les taux de réaction avec NaI dans l'acétone, à 60 °C, :
| Me-Cl | Bu-Cl | i-Pr-Cl | t-BuCH2-Cl | CH2=CH-CH2-Cl | PhCH2-Cl | EtOC(O)CH2-Cl | MeC(O)CH2-Cl |
| ----- | ----- | ------- | ---------- | ------------- | -------- | ------------- | ------------ |
| 179   | 1     | 0,0146  | 0,00003    | 64            | 179      | 1600          | 33000        |

## Dérivés
En usage moderne, la définition de la réaction a été étendue à la conversion des alcools en halogénures d'alkyle, en convertissant d'abord l'alcool en ester de sulfonate (tosylates ou mésylates en général), puis en opérant la substitution. l’exemple ci-dessous est tiré d'une synthèse de l'acide chrysochlamique :

## Réaction d'halex
La réaction d'halex décrit une réaction d'échange d'halogène  dans un composé aryle (HALogen EXchange). les atomes de chlore dans les chlorure d'aryle (avec des substituants à effet -I) sont remplacés par des atomes de fluor par réaction avec le fluorure de potassium dans un solvant polaire, tels que le DMF ou le DMSO à haute température.